# Nereo Crovetto
Nereo Crovetto (Balcarce, provincia de Buenos Aires, Argentina, 1875 - Ciudad de Buenos Aires, 1939) fue un político argentino, que se desempeñó como Gobernador de la provincia de Buenos Aires hasta el 6 de septiembre de 1930, cuando fue desalojado por la revolución militar, encabezada por el general José Félix Uriburu.

## Biografía
Hacendado de la zona de Balcarce, militó desde joven en la Unión Cívica Radical y, en 1917, fue nombrado comisionado municipal de la mencionada localidad. Ocupó posteriormente la presidencia del Banco Hipotecario Nacional.
El 1 de mayo de 1930 se hizo cargo del Gobierno de la Provincia de Buenos Aires, luego de vencer en las elecciones de diciembre de 1929, al frente de la fórmula de la Unión Cívica Radical que integraba con Juan Garralda. Las fórmulas vencidas fueron la del Partido Conservador compuesta por Antonio Santamarina y Edgardo J. Miguez, y la del Partido Socialista, por Nicolás Repetto y José Lemos. Estuvo en su cargo hasta septiembre de ese año cuando se produjo la revolución de 1930.
Como todo flamente gobierno, comenzó un reordenamiento del personal destinado a obtener un funcionamiento estatal acorde con los objetivos de su política. En mayo dispuso el cese de comisiones y licencias. Sus primeras medidas fueron disolver todas las municipalidades controladas por los conservadores y el sector antipersonalista, reemplazó sus intendentes por funcionarios adeptos, intervino comisarías, concejos escolares y disolvió los concejos deliberantes que le resultaban discolos. Al reglamentar la Ley Nacional 11.544 de jornada legal de trabajo, siguió la política obrera de los anteriores gobiernos de su partido político
En abril de 1929 forzó mediante un decreto la ampliación del tribunal superior de justicia de la provincia de Buenos Aires de tres a siete miembros colocando en los nuevos puestos a hombres de la UCR local, a su cuñado y a su propio contador, lo que le valió serios conflictos con los demócratas progresistas, los conservadores, los autonomistas, y la UCR antipersonalista
Debió hacer frente a la crisis presupuestaría dejada por su antecesor radical Valentín Vergara y la necesidad de rescatar de la quiebra al Banco Provincia y ordenar las cuentas fiscales que se habían desmadrado en la gobernación de Vergara Entre 1923 y 1929, el PBR de la provincia se contrajo un 14% anticipando la crisis del 30. Esta recesión profunda y prolongada afecto las finanzas públicas. Los conflictos alcanzaron el mundo rural con una fuerte movilización de los chacareros y pequeños ganaderos. Evidentemente, parecía que el Crovetto continuaría en la senda de su antecesor, Valentín Vergara. El 5 de junio encomendó al Banco de la Provincia la venta de $ 5.000.000 en títulos de deuda interna. En pocos meses la deuda pública consolidada de la provincia había visto dispararse de 380.342.214 pesos moneda nacional, a fines de enero de 1929 a 582.015.015 a septiembre de 1930 a consecuencia del fuerte aumento de intereses. Por ello sería acusado tras la revolución del 30 por desfalcó y apropiarse de fondos públicos. Luego de la revolución de 1930 se retiró a la vida privada.